# Баир
Почетак шабачког Баира треба тражити у XVI веку, када је настао као засебна махала, затим и фузијом више мањих махала, да би своје профилисање као поликулутурне заједнице остварио у XVIII веку. У Баиру треба тражити зачетак српског урбаног језгра, нарочито као потоње вароши XIX века, нарочито у њеном сагледавању преласка из касабе у сложену и организовану чаршију. Реч „баир” долази од турске речи bayır што значи „брег, узбрдица, падина”.

## Шабачка тврђава
У тврђави су од почетних времена присутни вредни занати најпре налбанти, табаци, алваџије, џизмари, хајати, у спољној вароши сарачи, џиндије, масери, караван сарај, башхана и државна бозаџиница. На почетку века Баир има већ 51 кућу, и џиндије, бозаџије, касапе, џизмаре, хајате.

## Баир
Главна линија Баира ишла је да би код Зелене школе скретала и сокаком Добропољске избијала на Дудару, а да је настављала ћуприја дужине 150 метара а ширине 5 метара, на почетку дрвеног моста налазио се дрвени чардак, предстража, са пушкарницама и двадесетак стражара; на другом крају Пољанске ћуприје налазила се мала чаршија и бастион (главна капија која се затварала и отварала дневно) са занатлијама и малопољанским радњама, што је све настављало у Паланку, спољну варош са општим живљем.
Над паланком се налазило четири топа на платформама, а унутра још око тврђаве девет топова. Две најугледније личности су командант тврђаве и диздар. Између унутрашње вароши (тврђаве) и спољне прелазило се опет мостом, и то на самој обали Саве, јер је био најбоље брањен. У Шабачкој паланци су се налазили трговци, занатлије, бондрук куће и хамам. Хамам се налазио на месту трећег, и јединог паланачког воденог извора, одмах десно од постојеће шабачке тврђаве, уз џамију. У оквиру махале се налазила и бања, са професионалним масерима, која се једно време и звала Бања-махала, затим Хамам-махала . Заправо већ у веку стварају се два предграђа, Табана мала, узводно, за прераду коже, и Циган мала, низводно са претежно ромским живљем.
С почетка XIX века однос посаде и варошана је десетострук, Баир већ броји 1500, од чега трећину Баирчана чине Срби, 56 породица. Појављују се први велики трговци, Никола Чаркаџија и Тома Тркић. Некадашњу занатлијску паланку, и цинцарску и јеврејску малу чаршију и варош заменио је занатлијски Баир. На Баиру живе бакали, екмеџије, касапи, терзије, ћурчије, налбанти и кафеџије. Шабачка варош је у сукобу са јаничарском тврђавом. За Николом Чаркаџијом долазе трговци Јаков Ненадовић, Јован Куртовић, Павле Рекалија, Стефан Чаркаџић, Јоца Миличанац, Бакал Милосав, Сава Николић. 1791. поред Баир помиње се и Варош махала, зачетак потоње шабачке вароши и главне чаршије.

## Дрвена црква и џамија
Шабац је већ са првог века својег постојања имао четири џамије или верска објекта, у свакој већој махали по једну, Мухибин хатибова, прва џамија, ван тврђаве са источне стране, Кара-Фатмина, Хаџи-Реџепова, и Баирска џамија. Баирска махала је једна од већих махала, и настала је фузијом две мање махале, о чему сведочи и градња четврте џамије од укупно шест махала. У осамнаестом веку Шабац има три џамије, Кале-џамију, и баирску, на углу Краља Александра и Јанка Веселиновића улице.
Наспрам џамије на Баиру израђене од дрвета, у хришћанском источном делу Баира, саграђена је дрвена црква, храм светог Јована Крститеља, 1724. и пре као средиште објеката хришћанског Баира. Поред цркве се налази и школа, известан број радња и објеката, аустроугарски конзулат, две кафане наспрам цркве. У цркви је службовао Вићентије Ракић који је на Баиру написао јединствено дело српске литературе века, Живот Алексија човека божијега, као и Јован Николић кога је аустријски цар Јосиф II одликовао златном медаљом за храброст.

## Знаменити Баир
На Баиру се након исељавања муслиманског становништва формирала другачија урбанистичка структура, са великим бројем кућа, трговачких магаза богатијих трговаца, Ђумручког сокака, са садашњим просторном оријентацијом Баира, већим бројем кафана, Велике пијаце, Жировног венца, Сточне пијаце, Више женске краљевске школе, конзулата, итд.
На Баиру се налази известан број кафана, Велика Пијаца, рабаџијско састајалиште са леве стране хотела Европа, Европа на чијем месту ће градоначелник Илија Поповић подићи Тржницу, затим Зелени венац, као пандан Зеленој пијаци и Жировном венцу, а на месту некадашњег Зеленог венца, баирски, односно бен(т)ски мост, који је повезивао баирске кафане са низом дворишта, леви и десни потес бентске ћуприје је притежавао градоначелник, мислећи на Зелени венац. На Баиру се налази прво Јавно купатило, Католичка црква, преко пута Католичке цркве Синагога, на месту данашњег игралишта школе, једна од три шабачке синагоге, колико их је Шабац имао.
Затим Железничка станица, 1911. на релацији Шабац-Бања Ковиљача, заједно са зградом царине, поред железничке станице грађани могу да узивају у кафани Женева и Велика Србија, ако пак путују за Београд, пловивши Делиградом и Мачвом, уживаће у Народној гостионици. Побројимо кафане: Градска Пивница (Баир, пивара Панте Куртовића, банка Пет Куртовића, пивара Аце Кнежевића), Велика Србија, Народна Гостионица, Женева, Краљевић Марко, Жировни венац, Код Три сељака, Девет Италијана, Златна чесма, Баирхан, Европа.

## Културна и пословна варош
Ђумручки сокак, фијакерска и рабаџијска трансверзала, настала од стазе западне шабачке капије, је веза са Ђумурканом, класичарском зградом XIX века (првобитно аустријском регуларном агенцијом основаном 1841. године, затим и Паробродарском агенцијом Првог цесарско-краљевнског дунавског друштва, са сарадњом Руског паробордарског друштва, да је Српско бродарско друштво продавало или преузимало робу на релацији Шабац-Кијев) кроз коју пролази сав еснап и трговина, почев од соли, преко шљива и жита. Ђумуркана се налази наспрам Михајловца, где се одржавају коњичке трке. То је Баир. Баир просторно обухвата односно окружује три шора, Преки и Доњи шор, а донекле простором магацина, дворишних залеђа, млинова и Главну Чаршију. На Баиру се уосталом налази и Велики парк, Правителствена башта, старо гробље (наспрам парка па ка Сави) на коме су Цинцар Јанко и Цинцар Марко, и Кнез Иво од Семберије. На Баиру се налазе кафане, прва школа, конзулати, ђумуркана, Баир је друштвени и културни центар, у њему живе Јермени, Грци и Јевреји, као некада у тврђавским предграђима. Знатан број Јевреја ствара Јеврејске школе и храмове, такође и грчке школе. Јермени на Баиру држе пржнионице кафе.

## Велика пијаца и Бент
На Баиру живе многе познате личности, Исидора Секулић, Васа Андолија, Сима Тројановић, Душан Матић, Лаза Куртовић, Вићентије Ракић, Савка Живановић, Стева Чаркаџија, и други.
Када се погледа обухват, Баир је свакако најсадржајнији, од конзулата, фабрика, кафана, јавних купатила (хамама), паркова, трговачких магаза, школа, цркви, пијаца.
Уосталом, и Велики пијац се звао на Баиру, као и бенска ћуприја, Бент. То га свакако чини жижом градског дешавања и пословне активности, од прве Бандере, сточне пијаце на данашњем простору трга, Рибље пијаце, Жировног венца и зелене пијаце.
На Баиру су се налазили виногради, почињао је Јерезом (некадашњег савског тока), и Камичком а завршавао Пољаном, Дударом, Бентском баром и Беглук-баром.